# Мижуев, Павел Петрович
Павел Петрович Мижуев (1832—1885) — русский архитектор и издатель. 

## Биография
Родился в 1832 году.
Только в 30-летнем возрасте взялся за изучение архитектуры и в 1865 году выдержал при академии художеств экзамен на звание архитектора. В 1867 году получил звание свободного художника.
В основном, Мижуев работал в Санкт-Петербурге. Самые известные его проекты: деревянный цирк Гинне, существовавший до 1879 года, дом Общества доставления дешёвых квартир (ул. Егорова, 5), два дома Общества для улучшения и удешевления помещений рабочего и нуждающегося населения, дом коломенской женской гимназии. Он является автором многих частных построек. 
В 1865 году он основал «Журнал сельских построек». В течение 1878—1885 годов он издавал журнал «Хозяйственный строитель». Кроме этого, он печатал многочисленные брошюры и сборники по строительству: брошюры о саманном кирпиче как противопожарном средстве, о черепице, сборник рисунков плотничных и столярных работ и др. Участвовал и председательствовал во многих конкурсах проектов по возведению исторических памятников и общественных зданий в Санкт-Петербурге, Москве, Нижнем Новгороде, Казани и Пятигорске. Был членом небольшого кружка, из которого впоследствии образовалось Императорское Русское техническое общество; Мижуев стал одним из его учредителей. 
Умер 12 (24) августа 1885 года в чине действительного статского советника. Похоронен на Смоленском православном кладбище (могила утрачена).